# Martin Kann

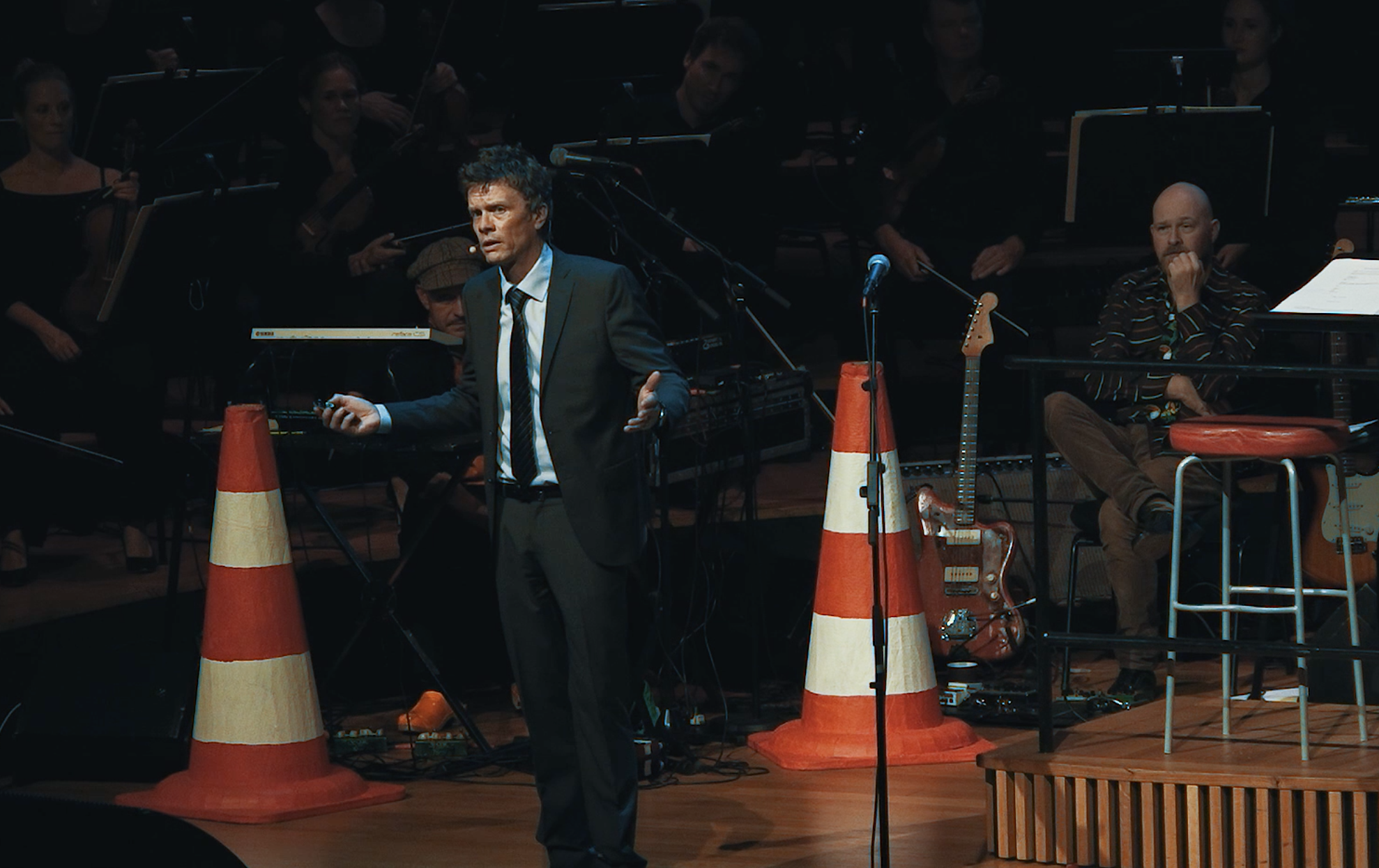
Martin Kann "Skivomslagskonsert" tillsammans med Bob Hund och Malmö Symfoniorkester på Malmö Live 2018.

Martin Kann, född 13 augusti 1966 i Helsingborg, är en svensk och kanadensisk art director och creative director. Verksam i Sverige.
Formgivare av bob hunds alla skivomslag och logotyp, "den rökande hunden". Han har vunnit Guldägg och ett flertal internationella reklam- och designpriser, bland annat 1999 då han vann Guldägg för omslaget till bob hunds skiva "Jag rear ut min själ! Allt ska bort!!!". 2001 blev han rankad årets tredje mest prisbelönta art director i Kanada av Strategy Magazine. Han har även gjort omslaget till The Soundtrack of Our Lives skiva Communion som utsågs till Album Cover Of The Year av Paste Magazine och Worst Album Cover Of 2009 av amazon.com. Samma år formgav han bob hunds singel Fantastiskt som släpptes exklusivt i ett exemplar i form av en dubplate monterad på en skivspelare med låtens text graverad för hand i locket. Den såldes på ebay för 3650 USD, vilket blev den dyraste singel som någonsin sålts i Sverige.
Kann har sedan slutet av 80-talet varit verksam i reklambranschen i Malmö, Stockholm, Köpenhamn, och Vancouver.
Sedan 2020 är han medgrundare och verksam i varumärkes- och reklambyrån The Bacon Hospital,